# 少新權
少新權（1904年－1966年3月22日，原名：陳利權）是一位香港的粵劇和電影演員。

## 生平
由於他愛赤膊，被粵劇行裡人稱他為「豬肉佬」，在清朝上海县張家店出生，7歲父母雙亡，9歲從上海南下廣州市，寄居在叔父家裡，並在廣州市河南大基頭的「梁本生醫館」擔任後生。10歲拜男花旦周錦波（細旺）為師學習粵劇，被師母粵劇艷旦銀老鼠（陶三姑）安排進入「超群樂」（兒童粵劇戲班）為「三步針」，正式參予粵劇商業性演出；21歲應聘獨自到美國舊金山，與蘇州麗、黃侶俠、衛少芳及西麗霞等聯合演出，被觀眾致送最重的金牌，因此三年半後回到中華民國，就得到『金牌小武』的美譽。他的最後一次舞臺演出在南越首都西貢，為「大龍鳳劇團」演出。
少新權亦是香港電影明星，從銀幕處男作《火燒阿房宮》（1952年，飾演秦始皇）至電影遺作《倚天屠龍記三集》（1965年，飾演空智禪師），一生演出約200齣電影。

## 社交圈
1964年7月6日，在九龍油麻地志和街的「百老匯酒店」（現在的「聖地牙哥酒店新館」）的502號房，少新權與其它梨園子弟鄧偉凡、何驚凡、蕭仲坤、林蛟、蘇少棠、陳錦棠、白龍珠及羅家權等組成長期性的「先生俱樂部」，性質在聯絡感情與守望相助，談古說今，研傳統藝術，及搓麻將。

## 病逝
- 1965年12月27日進入伊利沙伯醫院留醫，至1966年1月6日轉移九龍醫院；
- 1966年3月22日凌晨3時，在九龍醫院因高血壓症病逝，享年62歲[2]；
- 遺下妻子，兩子及一女：
  - 長子：陳兆祥（13歲，當時就讀新法小學六年級）；
  - 次女：陳婉冰（11歲，當時就讀真光小學）；
  - 幼子：陳兆昌（7歲，當時就讀聖方濟各小學）
- 1966年3月23日下午3時，在九龍殯儀館舉殯，遺體卜葬九龍長沙灣天主教墳場[4]。